# Karabin Lantan
Lantan – kryptonim programu którego celem było opracowanie systemu broni kalibru 7 × 41 mm.

## Historia
W latach 1973–1975 w Wojskowej Akademii Technicznej prowadzono w ramach programu „Marszyt” prace nad nowym nabojem pośrednim o charakterystykach lepszych od standardowego w państwach Układu Warszawskiego naboju 7,62 × 39 mm wz. 43. Efektem tych prac był nabój 7 × 41 mm.
W czerwcu 1976 roku rozpoczęto prace nad programem „Lantan”, którego celem miało być opracowanie systemu broni składającego się z karabinu szturmowego (karabinek samoczynny z kolbą stałą – kb), karabinu szturmowego z kolbą składaną (karabinek desantowy – kbd), karabinu wyborowego (kbw), ręcznego karabinu maszynowego (rkm), pokładowego karabinu maszynowego z zasilaniem taśmowym (rkp) i ciężkiego karabinu maszynowego (ckm). Głównym koordynatorem i wykonawcą prac w ramach programu „Lantan” miały być Zakłady Metalowe „Łucznik” w Radomiu. Poza ZM „Łucznik” w program zaangażowane były Wojskowa Akademia Techniczna w Warszawie, Wojskowy Instytut Techniki i Uzbrojenia w Zielonce, OBR Skarżysko oraz Instytut Mechaniki Precyzyjnej w Warszawie.
Początkowo zakładano, że nowe wzory broni będą zasilane amunicją bezłuskową, ale ostatecznie zdecydowano się na zastosowanie naboju 7 × 41 mm.
Karabin szturmowy Lantan został skonstruowany przez inż. Antoniego Szymańskiego i inż. Ernesta Durasiewicza. Rysunki wykonawcze nowej broni zostały ukończone 8 grudnia 1977 roku.
Na podstawie rysunków wykonawczych wykonano dwa prototypy. Ich badanie trwało do trzeciego kwartału 1980 roku. Badania potwierdziły wysokie parametry naboju 7 × 41 mm i strzelającego nim karabinu, ale koszty wprowadzenia nowej, niestandardowej amunicji zostały uznane za zbyt wysokie. Dlatego po zakończeniu prób karabinu program Lantan został wstrzymany. Projektowanie innych broni kalibru 7 x 41 mm zostało wstrzymane na etapie rysunków konstrukcyjnych.

## Opis konstrukcji

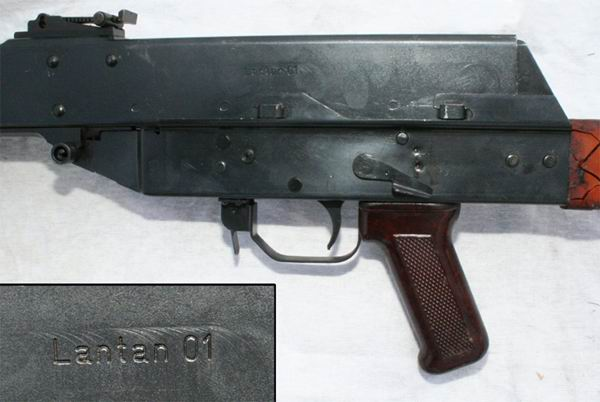
Komora zamkowa modelu 01 7-mm karabinka Lantan

Karabin Lantan był indywidualną bronią samoczynno-samopowtarzalną. Zasada działania oparta na wykorzystaniu energii gazów prochowych odprowadzanych przez boczny otwór lufy. Ryglowanie przez obrót zamka w lewo (dwa rygle). Mechanizm spustowy umożliwiał strzelanie ogniem pojedynczym i seriami. Przełącznik rodzaju ognia pełniący także rolę bezpiecznika po lewej stronie komory zamkowej. Zasilanie z dwurzędowych magazynków łukowych o pojemności 30 naboi. Otwarte przyrządy celownicze składają się z muszki i celownika krzywkowego (ze szczerbiną). Przyrządy celownicze wyposażone w trytowe źródła światła (do strzelań nocnych). Kolba drewniana, stała. Łoże z tworzywa sztucznego. Lufa zakończona szczelinowym tłumikiem płomieni.